# Ochotona hyperborea
Thỏ cộc phương Bắc (Ochotona hyperborea) là một loài thỏ cộc được tìm thấy trên khắp các vùng núi phía bắc Châu Á, từ dãy núi Ural đến miền bắc Nhật Bản và phía nam Mông Cổ, Mãn Châu và miền bắc Hàn Quốc. Con trưởng thành có chiều dài cơ thể từ 12.5 đến 18.5 cm (4.9 đến 7.3 in), và đuôi dài 0.5 đến 1.2 cm (0.20–0.47 in). Chúng rụng lông hai lần mỗi năm, mang một lớp lông màu nâu đỏ vào mùa hè và màu nâu xám vào mùa đông. Chúng ăn các loài thực vật khác nhau, và làm những "đống cỏ khô" trong hang để sử dụng vào mùa đông. Loài này được Pallas mô tả năm 1811.